# Lista szkół w Jeleniej Górze

## Szkoły podstawowe

Szkoła Podstawowa nr 2 im. Bolesława I Chrobrego

- Szkoła podstawowa nr 2 im. Bolesława I Chrobrego
- Szkoła podstawowa nr 3 im. Mikołaja Kopernika
- Szkoła podstawowa nr 5
- Szkoła podstawowa nr 6 im. Włodzimierza Puchalskiego
- Szkoła podstawowa nr 7 im. Adama Mickiewicza
- Szkoła podstawowa nr 8 im. Władysława Broniewskiego (integracyjna)
- Szkoła podstawowa nr 10 im. Marii Skłodowskiej-Curie
- Szkoła podstawowa nr 11 im. Fryderyka Chopina
- Szkoła podstawowa nr 13 im. Komisji Edukacji Narodowej
- Szkoła podstawowa nr 15 im. Bronisława Czecha
- Społeczna Szkoła Podstawowa w Zespole Szkół Społecznych im. Jana Pawła II Społecznego Towarzystwa Oświatowego

Specjalne szkoły podstawowe
- Szkoła podstawowa Specjalna

## Szkoły ponadpodstawowe
Licea ogólnokształcące

I Liceum Ogólnokształcące im. Stefana Żeromskiego

II Liceum Ogólnokształcące im. C. K. Norwida

- I Liceum Ogólnokształcące im. Stefana Żeromskiego
- II Liceum Ogólnokształcące im. Cypriana Kamila Norwida
- III Liceum Ogólnokształcące im. Jędrzeja Śniadeckiego
- Społeczne Liceum Ogólnokształcące w Zespole Szkół Społecznych im. Jana Pawła II Społecznego Towarzystwa Oświatowego

Szkoły techniczne
- Zespół Szkół Technicznych "MECHANIK"
- Zespół Szkół Elektronicznych im. Obrońców Poczty Polskiej

Szkoły zawodowe
- Zespół Szkół Przyrodniczo-Żywieniowych
- Zespół Szkół Licealnych i Zawodowych nr 2 im. Stanisława Staszica
- Zespół Szkół Przyrodniczo-Usługowych i Bursy Szkolnej

Inne

Zespół Szkół Ekonomiczno-Turystycznych

Państwowa Szkoła Muzyczna I i II stopnia

- Zespół Szkół Ekonomiczno-Turystycznych im. Unii Europejskiej
- Zespół Szkół Rzemiosł Artystycznych im. Stanisława Wyspiańskiego

### Nieistniejące
- Technikum i Zasadnicza Szkoła Łączności
- Technikum Elektroniczne

## Szkoły policealne
- Centrum Kształcenia Plejada
- TEB Edukacja Szkoły Policealne
- Prywatne Centrum Kształcenia Kadr (PCKK)

## Szkoły wyższe
Historia szkolnictwa wyższego w Jeleniej Górze sięga 1934, kiedy przeniesiono tu z Halle niemiecką Wyższą Szkołę Kształcenia Nauczycieli w Jeleniej Górze (niem. Hochschule für Lehrerbildung Hirschberg Rsgb.), która w latach 1942–1945 nosiła nazwę Lehrerbildungsanstalt Hirschberg Rsgb. (Zakład Kształcenia Nauczycieli w Jeleniej Górze).
Polskie szkolnictwo wyższe rozpoczęło się w latach 60. XX wieku, kiedy to powołano do życia w mieście pierwsze punkty konsultacyjne większości wrocławskich uczelni: Politechniki, Uniwersytetu i Akademii Ekonomicznej. W ciągu kilkunastu kolejnych lat najbardziej z nich rozwinęły się placówki politechniki i akademii ekonomicznej. Politechnika dysponuje ośrodkiem dydaktycznym mieszczącym się w Cieplicach, w Pałacu Schaffgotschów, zaś Uniwersytet Ekonomiczny Filią, mającą główną siedzibę przy ul. Nowowiejskiej.
Drugą samodzielną szkołą wyższą w Jeleniej Górze była Wyższa Oficerska Szkoła Radiotechniczna, którą utworzono w 1969 roku. Została ona rozformowana decyzją władz wojskowych w 1997 roku. Rok później (1998) utworzono trzecią, a zarazem drugą cywilną jeleniogórską uczelnię, którą było Kolegium Karkonoskie (dzisiejsza Karkonoska Akademia Nauk Stosowanych).

### Państwowe
- Karkonoska Akademia Nauk Stosowanych w Jeleniej Górze (wcześniej: Karkonoska Państwowa Szkoła Wyższa)
- Uniwersytet Ekonomiczny we Wrocławiu, Filia w Jeleniej Górze
- Politechnika Wrocławska, Filia w Jeleniej Górze

### Nieistniejące
- Wyższa Oficerska Szkoła Radiotechniczna (1969–1998)
- Wyższa Szkoła Kształcenia Nauczycieli (niem. Hochschule für Lehrerbildung Hirschberg Rsgb.), niemiecka (1934–1942–[1945])
- Kolegium Nauczycielskie
- Nauczycielskie Kolegium Języków Obcych
- Wyższa Szkoła Menedżerska w Legnicy, Zamiejscowy Ośrodek w Jeleniej Górze

## Gimnazja (nieistniejące)

Gimnazjum nr 1 im. Tadeusza Kościuszki

- Gimnazjum nr 1 im. Tadeusza Kościuszki (dawniej Szkoła Podstawowa nr 1)
- Gimnazjum nr 2 im. Bolesława III Krzywoustego (dawniej Szkoła Podstawowa nr 14)
- Gimnazjum nr 3 im. Janusza Kusocińskiego (dawniej Szkoła Podstawowa nr 12 im. II Armii Wojska Polskiego)
- Gimnazjum nr 4 im. Noblistów Polskich  (dawniej Szkoła Podstawowa nr 4 im.  gen. Karola Świerczewskiego)
- Społeczne Gimnazjum w Zespole Szkół Społecznych im. Jana Pawła II Społecznego Towarzystwa Oświatowego
- Publiczne Katolickie Gimnazjum u św. Pankracego w Jeleniej Górze
- Gimnazjum przy Zespole Szkół Rzemiosł Artystycznych

Gimnazja specjalne
- Gimnazjum w Zespole Szkół Ogólnokształcących nr 1 w Jeleniej Górze
- Gimnazjum Specjalne
- Gimnazjum dla Dorosłych AMICUS